# Déclinaisons en ancien français
 (septembre 2024).
Les déclinaisons de l’ancien français sont un héritage simplifié des déclinaisons latines dont il ne reste que deux cas (le cas sujet, hérité du nominatif latin et utilisé pour décliner le nom ou l’adjectif en position de sujet, et le cas régime, hérité de l’accusatif et utilisé pour décliner le nom ou l’adjectif dans tout autre situation), deux genres (masculin et féminin, le neutre latin ayant été dissous dans les deux premiers genres).
Des cinq déclinaisons du latin (qui comprenaient chacune des noms des trois genres, c’est-à-dire en réalité quinze déclinaisons), l’ancien français n’en conserva que trois pour chacun des deux genres.
Si le nominatif et l’accusatif seuls survécurent dans la déclinaison régulière de l’ancien français, ce dernier avait cependant hérité d’un certain nombre de vestiges plus ou moins actifs des autres cas : on trouve ainsi une terminaison -or héritée directement du génitif pluriel latin -orum dans les formations telles que la geste francor (la geste des Francs) ou la gent paienor (le peuple des païens) ainsi qu’un vestige du datif singulier dans le mot chiés_ (l’ancêtre de notre chez, du datif singulier casae de casa qui donna aussi le nom régulier chiese en ancien français).
Dans la plupart des dictionnaires d’ancien français, le nom ou l’adjectif est donné au CR (cas régime) singulier plutôt qu’au CS (cas sujet), le CR singulier présentant le mot sous son radical primaire, exempt de désinence.
Des déclinaisons de l’ancien français, c’est surtout celle touchant majoritairement les noms masculins et se manifestant par l’ajout d’un -s au CS singulier et l’absence d’-s au CS pluriel (soit, pour le cas sujet, le contraire du français moderne) qui marque la plus grosse différence avec les formes des noms en français contemporain (lequel n’a fini par garder pour ces noms que les formes du CR en éliminant le CS, hormis dans quelques cas exceptionnels).

## Les articles
Les articles de l'ancien français se déclinent selon les deux cas (CS et CR). Le latin ne connaissait pas d'articles, le bas-latin en avait cependant créé à partir, pour l'article défini, d'un démonstratif latin (ille), et pour l'article indéfini, à partir d'un numéral (unus).

### L'article défini
L'article défini de l'ancien français dérive du démonstratif latin ille. Ce démonstratif ille a également donné à l'ancien français (et donc au français moderne) les pronoms de troisième personne (il, elle etc. dérivent de ille, illa). Les formes différentes que ce même mot latin donnera en ancien français (ille donne à la fois li comme article défini et il comme pronom personnel de la 3e personne, de même son féminin illa donne à la fois la comme article et ele / elle comme pronom) viennent de ce que ce mot était accentué différemment en bas-latin suivant son utilisation dans la phrase.
|            | Masculin                      | Masculin         | Féminin        | Féminin               |
| Cas        | Singulier                     | Pluriel          | Singulier      | Pluriel               |
| ---------- | ----------------------------- | ---------------- | -------------- | --------------------- |
| Cas sujet  | bas-lat. *illi pour ille > li | lat. illi > li   | lat. illa > la | bas-lat. *illas > les |
| Cas régime | lat. illu(m) > lo ou le       | lat. illos > les | lat. illa > la | bas-lat. *illas > les |

## Les noms

### Les noms masculins

#### Le modèlemur
La caractéristique principale de ce groupe est la présence d'une désinence -s au CS singulier, directement héritée de la désinence -us de la deuxième déclinaison latine, et par l'absence de désinence au CS pluriel (la désinence -i de la deuxième déclinaison latine s'étant amuïe). Le CR pluriel comporte une désinence en -s qui est plus familière aux locuteurs du français 
contemporain puisque le français moderne en a finalement hérité, elle dérive directement de la désinence -os de l'accusatif de la deuxième déclinaison.
| Cas        | Singulier           | Pluriel             |
| ---------- | ------------------- | ------------------- |
| Cas sujet  | lat. mur'us > murs' | lat. muri > mur_    |
| Cas régime | lat. muru(m) > mur_ | lat. mur'os > murs' |

##### Le modèledrap
En fin de mot, les consonnes b, p, g, c, v, f, l (précédé de i ou u) et m (appuyé) tombent devant -s :
| Cas        | Singulier | Pluriel |
| ---------- | --------- | ------- |
| Cas sujet  | dras      | drap    |
| Cas régime | drap      | dras    |

Quelques exemples sur ce modèle :
- arc donne ars (« arc ») ;
- borg donne bors (« bourg, village ») ;
- buef donne bues (« bœuf ») ;
- chief donne chiés (« tête ») ;
- drap donne dras (« drap ») ;
- fil donne fis (« fil ») ;
- gab donne gas (« blague ») ;
- nul donne nus (« zéro, rien ») ;
- verm donne vers (« ver »).

##### Le modèlepont
En fin de mot, les consonnes d, t, l (suivi de i en latin), n (après n ou r) et n (suivi d'un yod en latin ou bas-latin) se combinent avec -s et donnent l'affriquée /ts/ notée -z :
| Cas        | Singulier | Pluriel |
| ---------- | --------- | ------- |
| Cas sujet  | ponz      | pont    |
| Cas régime | pont      | ponz    |

Quelques exemples sur ce modèle :
- an (du latin annus) donne anz (« an, année ») ;
- coing (de cunius en bas-latin, de cuneus en classique) donne coinz (« coin ») ;
- fil (du latin filius) donne fiz (« fils », le français moderne a gardé le CS sing. au lieu du CR comme attendu) ;
- jor(n) donne jorz (« jour ») ;
- pié (du bas-latin *pédis de *pes) donne piez (« pied ») ;
- port donne porz (« port ») ;

##### Le modèlecheval
Après a, e, o, l suivi d'un -s donne -us (parfois écrit -x dans les textes) :
| Cas        | Singulier | Pluriel |
| ---------- | --------- | ------- |
| Cas sujet  | chevaus   | cheval  |
| Cas régime | cheval    | chevaus |

Quelques exemples sur le modèle :
- col donne cous (« cou », notons que le mot cohabite en français moderne avec « col » qui en est une variante historique) ;
- chastel donne chastiaus (« château ») ;
- chevel donne cheveus (« cheveu ») ;
- duel donne dueus (« douleur »).

##### Le modèlegenoil
Un l mouillé suivi d'un -s donne -uz :
| Cas        | Singulier | Pluriel |
| ---------- | --------- | ------- |
| Cas sujet  | genouz    | genoil  |
| Cas régime | genoil    | genouz  |

Quelques exemples sur le modèle :
- travail donne travauz (« travail ») ;
- chastel donne chastiaus (« château ») ;
- chevel donne cheveus (« cheveu ») ;
- duel donne dueuz ou 'dieuz (« douleur »).

##### Les motsenfant,neveuetconte
Le mot enfant suit une déclinaison qui lui est propre car, s'il comporte bien un -s au CS singulier, son radical change fortement. Cette caractéristique qui vient de son étymon latin infans, infantem :
| Cas        | Singulier | Pluriel |
| ---------- | --------- | ------- |
| Cas sujet  | enfés     | enfant  |
| Cas régime | enfant    | enfanz  |

Comparable à lui, le nom conte (« comte ») tire sa particularité de l'alternance d'accentuation de son étymon latin comes, comitis :
| Cas        | Singulier | Pluriel |
| ---------- | --------- | ------- |
| Cas sujet  | cuens     | conte   |
| Cas régime | conte     | contes  |

De même, le mot neveu se décline de façon irrégulière, ce qui est dû à l'alternance d'accentuation de son étymon latin nepos, nepotem :
| Cas        | Singulier | Pluriel |
| ---------- | --------- | ------- |
| Cas sujet  | niés      | neveu   |
| Cas régime | neveu     | neveuz  |

### Le modèlepere
La caractéristique principale de ce groupe est l'absence d'une désinence -s au CS singulier comme pour le groupe précédemment étudié. Ce groupe ne prend de désinence qu'au CR pluriel (désinence -s), il comprend des noms issus des deuxième et troisièmes déclinaisons latines terminant par -r.
| Cas        | Singulier                         | Pluriel                           |
| ---------- | --------------------------------- | --------------------------------- |
| Cas sujet  | bas-lat. patr(e) de pater > pere_ | bas-lat. *patri de patres > pere_ |
| Cas régime | lat. patre(m) > pere_             | lat. patr'es > peres'             |

Quelques exemples sur le modèle :
- frere (« frère », du latin frater) ;
- livre (« livre », du latin liber) ;
- maistre (« maître », du latin magister).

### Le modèle baron et les modèles assimilables
Ce modèle se caractérise par l'absence de la désinence -s au CS singulier, comme pour le modèle pere, mais en plus par une variabilité du radical du nom. Les noms compris dans ce groupe de déclinaison proviennent de plusieurs déclinaisons latines ; ils comportaient souvent en latin une alternance d'accentuation qui les fit évoluer vers ce modèle. Le groupe des noms prenant la désinence -on au CR singulier tire ses désinences des noms en -o/-onem la 3e déclinaison latine ayant assimilé les déclinaisons -o/-ûn de l'ancien francique.
| Cas        | Singulier                | Pluriel                               |
| ---------- | ------------------------ | ------------------------------------- |
| Cas sujet  | lat. baro > ber_         | bas-lat. *bar'oni de barones > baron' |
| Cas régime | lat. bar'one(m) > baron' | lat. bar'ones > barons'               |

Les mots formés sur ce modèle sont assez peu nombreux mais courants. Ce modèle servait également pour former beaucoup de prénoms.
Quelques exemples sur le modèle :
- lerre donne larron au CR (« larron, voleur ») ;
- compaing donne compagnon au CR (« compagnon ») ;
- gars donne garçon au CR (« garçon ») ;
- fel donne felon au CR (« félon ») ;
- Hues ou Hugues donnent Huon ou Hugon au CR (« Hugues ») ;
- Charles donne quelquefois Charlon au CR (« Charles ») ;
- Samses donne Samson au CR (« Samson ») ;
- Pierres donne Perron au CR (« Pierre »).

#### Le modèlesauveor
Les noms d'agent en -ere/-eor sont très productifs en ancien français, ils sont les ancêtres de nos noms d'agent en -eur. Leur déclinaison vient des noms en -ator de la troisième déclinaison latine.
| Cas        | Singulier                                     | Pluriel                                       |
| ---------- | --------------------------------------------- | --------------------------------------------- |
| Cas sujet  | bas-lat. *salv'atr(e) de salavator > sauvere' | bas-lat. *salv'atori de salvatores > sauveor' |
| Cas régime | lat. salv'atore(m) > sauveor'                 | lat. salv'atores > sauveors'                  |

Quelques variantes sur le modèle :
- pastre (CS sing.) donne pastor au CR (« pasteur », du latin pastor, pastorem ; le français moderne connaît encore la forme pastre : « pâtre ») ;
- traïtre (CS sing.) donne traïtor au CR (« traître », du latin traditor, traditorem ; le français moderne a exceptionnellement préféré la forme du CS sing. sur celle du CR, traiteur fut éliminé au XVe siècle) ;
- pechiere (CS sing.) donne pechere au CR (« pécheur », du latin peccator, peccatorem).

#### Les motshomeetseignor
Le mot home (« homme »), issu de homine(m) à l'accusatif en latin, faisait hon au CS sing., issu du nominatif latin homo. Ce CS sing. hon, souvent utilisé en ancien français comme pronom personnel indéfini (homo déjà attesté dans cet usage en latin tardif), nous a donné notre pronom personnel indéfini « on », tandis que la forme CR home, issue de homine(m), nous a donné le mot « homme ».
| Cas        | Singulier                                 | Pluriel                            |
| ---------- | ----------------------------------------- | ---------------------------------- |
| Cas sujet  | lat. homo > hon, hom, huen, huem, on, uen | bas-lat. *homini de homines > home |
| Cas régime | lat. homine(m) > home                     | lat. hom'ines > homes'             |

Le mot seignor présente, lui aussi, une déclinaison particulière. Celle-ci est complexe, le CS sing. est sire, elle est issue d'une contraction bas-latine *sēior probablement ensuite refaite en *sēiore sur le modèle des noms en -ator qui avaient été refaits en *-atre en bas-latin. C'est l'accentuation sur la première syllabe dans *sēior qui créa cette forme courte sire. Aux autres cas, l'accent se trouvait sur la pénultième en latin (donc : seniōrem), cette différence d'accent façonna le CR seignor de ce mot. Quant à la forme sieur, que nous connaissons toujours en français moderne, il s'agit soit d'une variante du CS sing. sire issue de sēior sans refection en *sēiore, soit d'une forme analogique faite sur la base du CS sing. sire et ignorant le CR déjà existant seignor.
| Cas        | Singulier                                    | Pluriel                                 |
| ---------- | -------------------------------------------- | --------------------------------------- |
| Cas sujet  | bas-lat. *seior(e) de senior > sire ou sieur | bas-lat. *seniori de seniores > seignor |
| Cas régime | lat. seniore(m) > seignor                    | lat. seni'ores > seignors'              |

La forme Sire s'est maintenue en moyen français mais son utilisation était réservée uniquement au Roi de France. La forme du CR seigneur est la forme devenue générale de ce mot en français moderne, quant à sieur, il a pris une valeur légèrement péjorative ou comique.
Le français moderne connaît toujours les interpellations messire (terme d'adresse archaïque, de mes sire au CS sing., c'est-à-dire littéralement mon seigneur), monsieur (formule d'adresse la plus courante pour un homme en français moderne, avec une orthographe fautive mon-, la prononciation meçieu conserve la trace de ce qu'il s'agit en fait de mes sieur au CS sing., soit une variante de mes sire puisque sieur est une variante dialectale de sire) et monseigneur (formule d'adresse aujourd'hui réservée à un évêque).

#### Les indéclinables
Quelques noms sont dits indéclinables car leur radical se termine déjà en -s. Aussi, aux 4 formes de la déclinaison, ces mots n'en présentent qu'une seule.
| Cas        | Singulier                       | Pluriel                                     |
| ---------- | ------------------------------- | ------------------------------------------- |
| Cas sujet  | lat. mensis > meis, puis mois   | bas-lat. *mensi de menses > meis, puis mois |
| Cas régime | lat. mense(m) > meis, puis mois | lat. menses > meis, puis mois               |

### Les noms féminins
Les noms féminins réguliers finissant en -e (désinence du féminin) ne se déclinent qu'en nombre en ne faisait que prendre un -s en plus aux pluriel. Le cas n'est pas marqué.

#### Le modèle fin et les assimilables

##### Le modèle en voyelle finale
Ils prennent un s, mais sans la marque -e du fémin flor > flors

#### Le modèle suer / sereur et assimilables
Deux radicaux sont utilisés, cependant seulement le pluriel est marqué et est toujours en s
Modèle indéclinables
Un certain nombre de noms sont indéclinables, croix, voix, paix. Ils sont en général écrits de manière identique au français moderne.